# Ferdinand Augustin Hallerstein
Ferdinand Augustin Hallerstein (Laibach, 1703 - Pequín 1774) jesuïta, missioner a la Xina durant la dinastia Qing. A la Xina va utilitzar el nom de Liu Songling (刘松龄). Va desenvolupar una important tasca científica com matemàtic i astrònom fins a ocupar el càrrec de Cap del Departament de matemàtiques i President del Tribunal d'Astronomia en la Cort de l'emperador Qianlong.

## Biografia
Augustin Ferdinand Haller von Haller, o més simplement Ferdiand Augustin Hallerstein va néixer el 17 d'agost de 1703 a Laibach, Carniole, actual Ljubljana (Eslovènia). Era d'origen noble, els seus pares, Janez Ferdi-nand Hallerstein i Marija Suzana Elizabeta Erberg, vivien al castell familiar (castell de Ravbar o Hoffsmanburg) a Mengeš, una petita ciutat prop de Ljubljana. Després de completar els seus estudis al Col·legi Jesuita de Ljubljana, va decidir dedicar la seva vida als jesuïtes i va entrar a la Companyia de Jesús,el 26 d'octubre de 1721 a Viena. El 1727 va fer la petició per fer tasques missioneres a la Xina, però passarien vuit anys abans que la seva sol·licitud fos aprovada per la direcció jesuïta i un altre any abans que rebés el permís per marxar a la Xina. Abans de marxar a Viena, també havia completat tres anys d’estudis filosòfics a Ljubljana i, posteriorment, va continuar estudiant matemàtiques, astronomia i teologia a Viena i Graz. A la tardor de 1735 va viatjar per Trieste i Gènova a Lisboa, on va romandre més d’un any estudiant portuguès i astronomia.
El 25 d'abril de 1736 va sortir cap a la Xina i el 4 de setembre va arribar a Malaca. El 1738 va passar a Macao, on va estudiar xinès, i el 1er de març de 1739 va arribar a Pequín.
Va morir a Pequín el 29 d'octubre de 1774.

### Activitat científica
Poc després de la seva arribada a Pequín, va ajudar a Ignaz Kögler a revisar el tractat astronòmic clàssic,(儀 象 志 - (Tractat sobre instruments imperials d’observació) de l’època de l'emperador Kangxi, avi de l’avi Qianlong. El llibre es va publicar en 30 volums amb una taula de 3083 estrelles (a diferència de les 1319 estrelles de la versió original) i va representar un canvi important per l’astronomia i la ciència del segle xviii, tant a la Xina, com també a Europa.

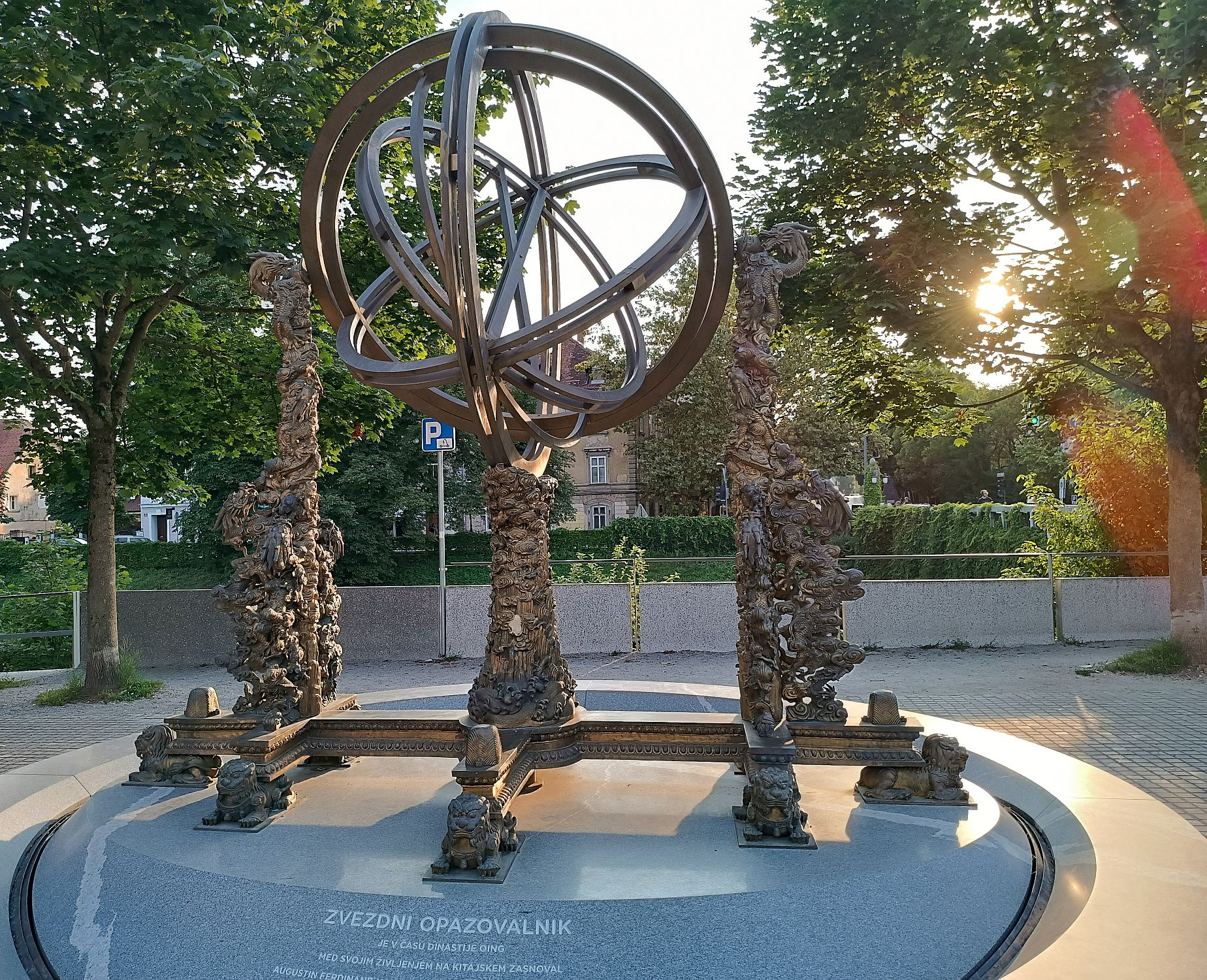
Rèplica de l'esfera armil·lar dissenyada per Hallerstein per a l'observatori de Pequín, instal·lada a Ljubljana.

Hallerstein també va dirigir el projecte de construcció dels globus terrestres i celestes i va ajudar a dissenyar una nova esfera armil·lar equatorial, la Jihengfuchenyi 璣 衡 撫 辰 儀. L'esfera, que es va utilitzar per fer observacions astronòmiques precises, es va completar el 1754 i encara es troba a l'antic observatori de Pequín.
Durant més de 30 anys, Hallerstein va estar contínuament ocupat amb les observacions astronòmiques i els càlculs tan estimats pels xinesos i tan necessaris per elaborar el seu cicle anual agrícola i festiu. Hallerstein va mantenir correspondència amb els principals científics d'Europa i va ser elegit membre de la Royal Society of London com a soci estranger, així com de les acadèmies de ciències de París i Sant Petersburg.
També va fer notables experiments amb l'electricitat.

### Activitat diplomàtica
Hallerstein també era un diplomàtic expert i, en un període de contacte limitat entre la Xina i Europa, va tenir un paper important com a diplomàtic i mediador en qüestions polítiques xineses, funció en la qual el va ajudar molt el seu coneixement de sis idiomes. El seu paper diplomàtic més important fou el d´intermediari durant la missió diplomàtica portuguesa a Pequín el 1753. La missió diplomàtica va ser un gran èxit i l'emperador el va premiar amb el títol d'oficial (mandarí) de 3r rang.